# Ludi Taurii
I Ludi Taurii (giochi taurini, anche noti come Ludi Taurei e più raramente Taurilia) erano giochi (ludi) che si tenevano nell'antica Roma in onore degli "dei inferi", gli dei del mondo dei morti.
Questi giochi non facevano parte di una festa religiosa regolarmente programmata nel calendario, ma si tenevano come riti espiatori religionis causa, provocati cioè da preoccupazioni religiose.
I Ludi Taurii sono registrati nel 186 a.C. come un evento di due giorni. Varrone riporta che erano tenuti nella tarda Repubblica.
Durante il regno di Antonino Pio si svolsero con cadenza quinquennale dal 140 al 160 d.C., all'interno di un periodo che iniziava il giorno dopo le idi di maggio e continuava fino alle calende di giugno.
Alcuni studiosi deducono che come il lustro (rituale di purificazione), i Ludi Taurii erano regolarmente quinquennali.
Altri ritengono, con maggiore cautela, che la ripetizione ogni 5 anni sotto Antonino Pio, attestata dai Fasti ostienses, non è mai menzionata in altre fonti. Le informazioni limitate suggeriscono che i Ludi Taurii erano importanti soprattutto nel contesto del revivalismo religioso proprio dei periodi di Augusto e di Antonino Pio.
I giochi taurini erano corse di cavalli, o meno probabilmente corse di carri, su un percorso a traguardi (metae).
Nel XIX secolo, furono talvolta confusi con gli arcaici giochi tarentini (Ludi Tarentini), che furono sostituiti dai giochi secolari (Ludi Saeculares).
Le corse dei cavalli e la propiziazione degli dei inferi erano caratteristiche di "vecchie e oscure" feste romane, come le Consualia e l'October equus (il cavallo di ottobre), e si svolgevano nel Campo Marzio, in particolare nel Tarentum (dove i ludi Tarentini ebbero origine) e nel Trigarium.
I Ludi Taurii erano gli unici giochi organizzati nel Circo Flaminio.
Se i giochi fossero di origine etrusca, come affermano Festo e Servio, allora taurii deriverebbe probabilmente dalla parola etrusca tauru ("tomba"). 
L'aspetto dei traguardi (metae) in un circo romano fu tratto dai monumenti funerari etruschi.
Festo, tuttavia, propone anche un'etimologia basata sul termine latino taurus ("toro").

## Origine e significato
Nella tradizione registrata da Festo, i giochi furono istituiti nel periodo regio, quando Tarquinio il Superbo era re. Anche Servio colloca la loro origine sotto il suo regno.
Festo spiega che i giochi erano tenuti in onore degli dei inferi (di inferi). Essi furono istituiti in risposta ad una epidemia (magna … pestilentia) che colpiva le donne in stato di gravidanza, causata dalla distribuzione alla gente della carne di tori (tauri) sacrificati. 
Servio ipotizza che la pestilentia fosse mortalità infantile: "ogni parto delle donne aveva esito infausto". Si dedusse che il rimedio fossero i giochi ex libris fatalibus, cioè dai libri del fato (non si sa se i libri sibillini o testi etruschi).
Secondo Servio, i ludi furono così chiamati dalla parola taurea, che significava "vittima sacrificale sterile" (hostia).

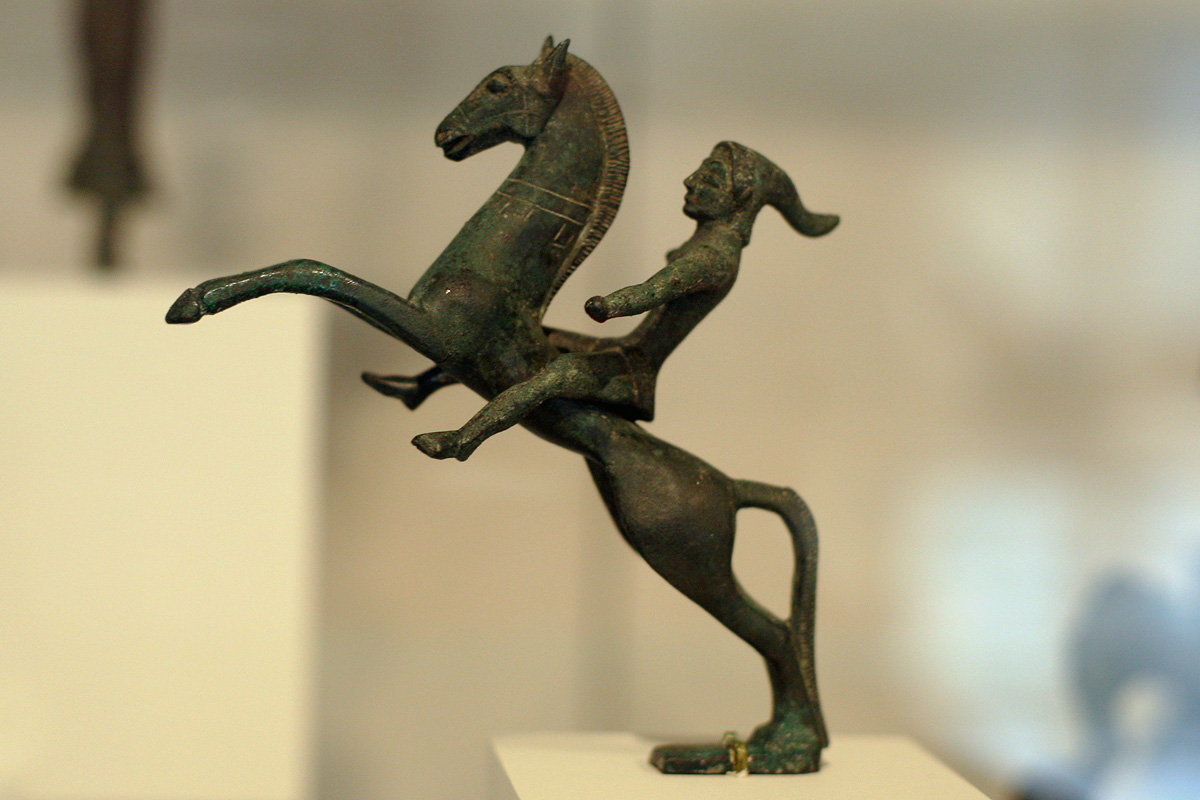
Figurina etrusca in bronzo di cavallo con cavaliere (New York, Metropolitan Museum of Art)

Servio fornisce anche una versione alternativa secondo la quale furono i Sabini ad istituire i giochi in risposta alla pestilentia e definisce il trasferimento della lues publica (l'epidemia che colpiva la gente) alle vittime sacrificali (hostiae) come se fosse un rituale di espiazione.
Festo forniva anche un'ulteriore spiegazione del nome derivandolo da taurus, "toro", in accordo con quanto scritto da Varrone, conservato solamente in forma frammentaria dal Codex Farnesianus.
Una ricostruzione risalente a Giuseppe Giusto Scaligero è stata assunta ad indicare che i giovani, sotto la direzione di un istruttore, svolgevano una ginnastica rituale su una pelle grezza di toro, forse da confrontare con gli esercizi svolti su un trampolino.
Questa opinione non ha incontrato una grande accettazione, ma suggerirebbe che l'azione rituale si contrapponga alla mortalità infantile affermando l'idoneità della gioventù.
Dal punto di vista del rito, l'atterrare sulla pelle del toro può mimare la "presa" di un neonato partorito senza problemi.
Lo storico di età augustea Livio cita brevemente i giochi riportando che si svolsero nel 186 a.C. per biduum, cioè per un periodo di due giorni, religionis causa, cioè per rito religioso. 
In questa occasione, i due giorni di Ludi Taurii precedettero dieci giorni di ludi dati da Marco Fulvio Nobiliore in ottemperanza al voto fatto nel corso della guerra etolica. I giochi di Nobiliore sono celebri in quanto per la prima volta si tenne a Roma uno spettacolo di caccia (venatio). Una parte del testo tra i due eventi manca, ma si incontra la parola "dieci", che Georg Wissowa ricostruì facendola riferire al collegio di dieci uomini dei decemviri sacris faciundis; egli sostiene che questi sacerdoti fossero incaricati anche dell'organizzazione dei ludi Taurii.
Molti studiosi in passato hanno spesso sostenuto che l'aggettivo "taurii" indicasse la presenza di tori nei giochi, seguendo le tradizionali tauromachie o taurocatapsie di origine mediterranea. Poiché la cronologia di Livio pone i Ludi Taurii subito dopo l'annuncio di una vittoria romana in Spagna, altri storici hanno provato a correlarli con gli antichi combattimenti di tori della cultura spagnola.